# Alessandro d'Anna
Alessandro d'Anna  (Palerme, 1746 – Naples, 1810) est un peintre italien qui fut actif au XVIIIe siècle.

## Biographie
Alessandro est le fils du peintre Vito d'Anna.
Il est connu pour ses tableaux de paysages (vedute) et pour ses gouaches de costumes traditionnels napolitains.

## Œuvres
- Fête dans une auberge de Mergellina (1790),
- Défilé de chars allégoriques à Naples (1774)
- Uomo dell'Abruzzi (Homme des Abruzzes), gouache de 220 cm × 175 cm
- Éruption  de l'Etna de 1766 (1770),
- Éruption du Vésuve du 8 août 1779
- Poltroneria di Napoli, paire de tondi,
- Femme de Venafri,
- Femme de Traetto vue de Garigliano,
- Femme de S. Maria di Capua
- Portrait d'une Jeune Femme tenant un feuillage,

## Sources
- x